# Nicolás Martínez (futbolista, 1987)
Nicolás Martínez (Viedma, Río Negro, Argentina; 25 de septiembre de 1987) es un futbolista argentino. Juega de mediocampista y su equipo actual es el Aris Salónica.
Es hermano del jugador Juan Manuel Martínez, que milita en Almirante Brown

## Trayectoria
Formado en las divisiones inferiores de Vélez Sarsfield nunca llegó a debutar por este club, siendo su club del debut el Almirante Brown de la Primera B Metropolitana. Tras permanecer una temporada en el club del ascenso llegó en calidad de jugador libre a Independiente de la Primera División.
En Independiente recién logró debutar en el Apertura 2010 pese a haber estado un año en el club, pero su momento de gloria en el club llegaría el 19 de octubre de 2010 por los octavos de final de la Copa Sudamericana, donde hizo un gol decisivo en el minuto 73 frente a Defensor Sporting, poniendo así el 4-2 definitivo, con el cual su equipo logró su pase directo a cuartos de final para enfrentar a Deportes Tolima.
Tras un semestre de haber jugado en el club de Avellaneda es cortado el 2011 por su técnico con lo cual a mediados de ese año decide buscar nuevos rumbos llegando en calidad de préstamo por un año al Santiago Wanderers de la Primera División. En el club chileno tiene pocas oportunidades en un comienzo al ser opacado por Tressor Moreno quien ocupaba su mismo puesto en el campo, tras la salida del jugador colombiano tomaría la titularidad en el club caturro para el Apertura 2012 donde tendría un regular rendimiento. Finalizado su préstamo no se hace efectiva la opción de compra por lo cual regresa a Independiente.
El 1 de agosto de 2012 es presentado con el Real Murcia C. F. tras llegar de la mano de la firma Gold Players. Empezó muy bien y se hizo, al comienzo del campeonato, de un lugar en el once inicial. En la segunda jornada, en el estadio El Molinón, hace un destacado gol en el minuto 8 que empata el marcador. Este partido lo ganó el Real Murcia C. F., por 2-3, ante el Sporting de Gijón. Posteriormente, perdió la titularidad,.en algunas jornadas no jugaba y se quedaba en el banquillo los 90 minutos, una temporada muy irregular. Pone fin a su etapa en el Real Murcia C. F. en julio de 2013.

## Clubes
| Club                              | País      | Año         |
| --------------------------------- | --------- | ----------- |
| Club Almirante Brown              | Argentina | 2008 - 2009 |
| CA Independiente                  | Argentina | 2009 - 2011 |
| Santiago Wanderers                | Chile     | 2011 - 2012 |
| Real Murcia CF                    | España    | 2012 - 2013 |
| CA San Martín                     | Argentina | 2013        |
| Panetolikos                       | Grecia    | 2014 - 2015 |
| Olympiacos                        | Grecia    | 2015 - 2018 |
| Anorthosis Famagusta (cedido)     | Chipre    | 2015 - 2016 |
| Western Sydney Wanderers (cedido) | Australia | 2016 - 2017 |
| Apollon Limassol (cedido)         | Chipre    | 2017 - 2018 |
| Aris Salónica                     | Grecia    | 2018 -      |

## Palmarés

### Copas internacionales
| Título            | Club          | País      | Año  |
| ----------------- | ------------- | --------- | ---- |
| Copa Sudamericana | Independiente | Argentina | 2010 |